# Cerotelion boracensis
Cerotelion boracensis är en tvåvingeart som beskrevs av Lane 1950. Cerotelion boracensis ingår i släktet Cerotelion och familjen platthornsmyggor. Inga underarter finns listade i Catalogue of Life.